# 金光寺 (京都市下京区本塩竈町)

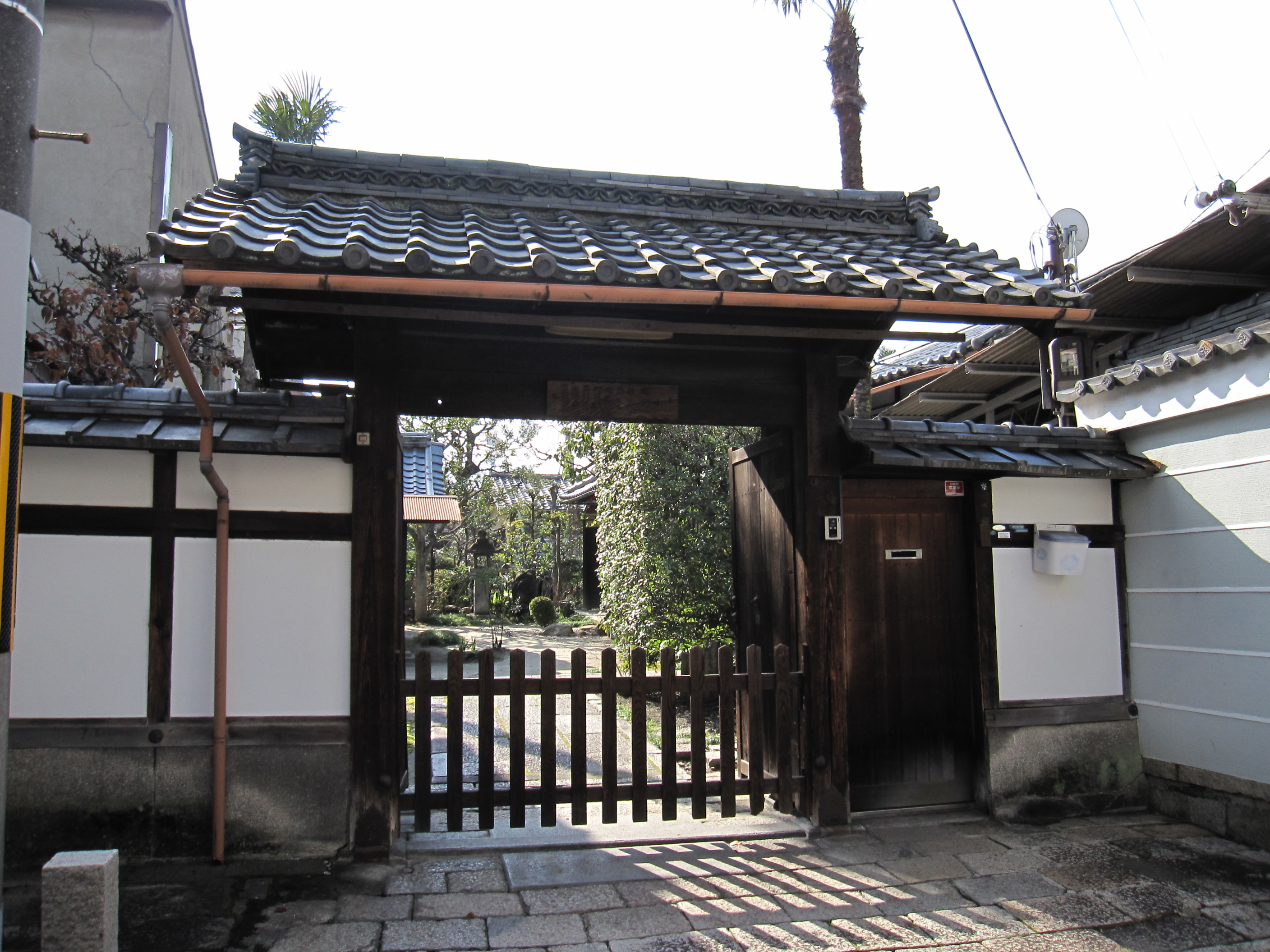
金光寺

金光寺（こんこうじ）は、京都市下京区本塩竈町にある時宗市屋派本寺の寺院。山号は市中山、院号は最勝王院。本尊は阿弥陀三尊（引接の阿弥陀如来）。市屋道場とも呼ばれる。

## 歴史
時宗十二派のうちの市屋派の本寺。『山州名跡志』によれば、承平年間（931-938年）、踊念仏の祖とされる空也が、七条堀川小路北西角に建立したのに始まるとされる。弘安7年（1284年）、一遍が都の各地で踊念仏を行った際、空也の遺跡である当寺に立ち寄ったことが『一遍聖絵』に見える。当寺の唐橋法印は一遍に帰依して名を作阿（作阿弥陀仏）と改め、天台宗から時宗に改宗したという。
また平安京の東市（ひがしいち）に近いことから「市屋道場」、または「一夜道場」とも称された。中世には、境内に市姫大明神を祀ったことから、市姫金光寺とも称された。
天正19年（1591年）、西本願寺の寺地移転に伴って、豊臣秀吉によって現在の寺地へ移された。旧寺地は現在の西本願寺および興正寺の境内にあたる。
1907年（明治40年）に長楽寺に統合された遊行派の七条道場金光寺は別の寺院である。

## 文化財
- 重要文化財（国指定）
  - 遊行上人絵巻4巻 - 紙本著色、鎌倉時代。

## 所在地
- 京都市下京区六条通河原町西入本塩竈町586

## 交通
- 京都市営地下鉄烏丸線 五条駅より、徒歩約10分
- 京都市営バス 河原町正面バス停より、徒歩約３分

## 末寺
- 西蓮寺

## 周辺情報
- 市比売神社
- ひと・まち交流館 京都
- 長講堂